# Angry Samoans
Angry Samoans es una banda estadounidense de punk y hardcore punk formada en agosto de 1978 en Los Ángeles, California, por el escritor de rock "Metal" Mike Saunders, su hermano, el guitarrista principal Bonze Blayk y Gregg Turner (otro escritor de rock, para Creem), junto con Todd Homer (bajo) y Bill Vockeroth (batería).

## Historia

### Formación y primeros años
Asociados con la primera ola del punk estadounidense, el primer concierto de Angry Samoans fue el 30 de octubre de 1978, como teloneros de Roky Erickson and the Aliens en Richmond, California. Erickson estaba enfermo y no apareció en el show (los miembros de la banda de Aliens cubrieron su voz principal) aunque continuó siendo un gran amigo de Gregg Turner. La noche siguiente, los Angry Samoans tocaron en un concierto de bandas punk de Los Ángeles en Mabuhay Gardens, una discoteca de San Francisco, como teloneros de Shock and the Zeros.
El primer lanzamiento de The Samoans, Inside My Brain, con P.J. Galligan en la guitarra principal como reemplazo de Bonze Blayk, fue una de las primeras grabaciones de hardcore punk. Poco después la banda lanzó un EP de cuatro canciones como "The Queer Pills", supuestamente usando el seudónimo para obtener tiempo al aire en el programa de radio KROQ de Rodney Bingenheimer. En enero de 1979, Mike Saunders, Turner y Homer escribieron una canción infame sobre Bingenheimer, titulada "Get Off the Air", resultando en la banda anotada en la lista negra de varios clubes en el área de Hollywood a principios de la década de 1980, aparentemente debido a la influencia de Bingenheimer con la escena nocturna de Los Ángeles.
Su álbum de 14 canciones y 17 minutos, Back from Samoa, lanzado en 1982, incluía letras con temas como sacarse los ojos ("Lights Out"), antropomorfizar el pene de Adolf Hitler ("They Saved Hitler's Cock") y el odio al padre ("My Old Man's A Fatso"), cantadas sobre guitarras distorsionadas y los ritmos de batería hardcore de Los Ángeles. A mediados de la década de 1980, los Angry Samoans agregaron al guitarrista Steve Drojensky y regresaron a sus raíces en el garage rock y la psicodelia estadounidense de los años 60 (habían citado durante mucho tiempo a bandas como The Velvet Underground, 13th Floor Elevators y Shadows of Knight entre sus influencias). Sus siguientes lanzamientos, grabados durante 1986 y 1987, el EP Yesterday Started Tomorrow y el álbum STP Not LSD, fueron en este estilo.

### Cambios de alineación y actividad reciente
Todd Homer salió de la banda 1988 y formó The Mooseheart Faith Stellar Groove Band con Larry Robinson. En 2005, Homer formó la banda de free jazz The Hollywood Squaretet con el comediante y baterista Larry "Copcar" Scarano, anteriormente de Comedy Dirtiest Dozen (HBO) y la banda de rock de Nueva York de los años 60, The Bougalieu. Turner se fue 1992, lanzando un álbum, Santa Fe en 1993 con The Mistaken. Su siguiente banda, The Blood Drained Cows, publicó dos álbumes y ocasionalmente hacen giras con Billy Angel de The Aliens. Entre mediados y finales de la década de 1980, Mike Saunders participó en varios dúos de dos guitarras como The Clash Brothers (con Bob Fagan), The Sons of Mellencamp (con Turner) y The Gizmo Brothers (con Kenne Highland).
Angry Samoans ha continuado desde finales de la década de 1980 en adelante con Mike Saunders, el baterista original Vockeroth y una larga variedad de otros músicos. Se han presentado principalmente a lo largo de la costa oeste de Estados Unidos, además de tres giras cortas por Europa continental en 2003, 2007 y 2008. En 2010, actuaron en el Legends Stage en cuatro fechas de Warped Tour. Gregg Turner realizó una gira en octubre de 2019 con The Oblivians como solista, en previsión de un relanzamiento de la discografía de Angry Samoans.

## Discografía

### Álbumes de estudio
- Back from Samoa (1982)
- STP Not LSD (1988)
- The '90s Suck and So Do You (1999)

### EPs
- Inside My Brain (1980)
- Queer Pills (1981) (lanzamiento pseudónimo)
- Yesterday Started Tomorrow (1986)
- Fuck the War EP (2006)
- I'm in Love with Your Mom (2010, grabado en septiembre de 1978)

### Otros lanzamientos
- Live at Rhino Records (1990, grabado en mayo de 1979)
- The Unboxed Set (1995)